# James Last/Diskografie
Diese Diskografie ist eine Übersicht über die musikalischen Werke des deutschen Bandleaders James Last unter eigenem Namen. 162 Alben konnte er in sechs verschiedenen Jahrzehnten von 1964 bis 2011 platzieren. 13 Alben erreichten in Deutschland und zwei Alben in Österreich (Charts ab 1973) Platz eins.

## Alben
| Jahr | Titel Musiklabel Katalog-Nr. | Höchstplatzierung, Gesamtwochen/‑monate, AuszeichnungChartplatzierungen (Jahr, Titel, Musiklabel Katalog-Nr., Platzierungen, Wochen/Monate, Auszeichnungen, Anmerkungen) | Höchstplatzierung, Gesamtwochen/‑monate, AuszeichnungChartplatzierungen (Jahr, Titel, Musiklabel Katalog-Nr., Platzierungen, Wochen/Monate, Auszeichnungen, Anmerkungen) | Höchstplatzierung, Gesamtwochen/‑monate, AuszeichnungChartplatzierungen (Jahr, Titel, Musiklabel Katalog-Nr., Platzierungen, Wochen/Monate, Auszeichnungen, Anmerkungen) | Höchstplatzierung, Gesamtwochen/‑monate, AuszeichnungChartplatzierungen (Jahr, Titel, Musiklabel Katalog-Nr., Platzierungen, Wochen/Monate, Auszeichnungen, Anmerkungen) | Anmerkungen |
| Jahr | Titel Musiklabel Katalog-Nr. | DE | AT | UK | US | Anmerkungen |
| ---- | --- | --- | --- | --- | --- | --- |
| 1959 | Tricks in Rhythm (EP) Philips 423291-PE                                                                                          | — | — | — | — | Als Mr. Bass & Mr. Drums, mit dem Schlagzeuger Siegfried Enderlein                                                                                           |
| 1963 | Die gab’s nur einmal Polydor 237 142                                                                                             | — | — | — | — | Die Rosenkavaliere und das Orchester Hans Last |
| 1964 | Die gab’s nur einmal, Folge 2 Polydor 237 343                                                                                    | DE19 (1 Mt.)DE | — | — | — | Chor und Orchester Hans Last |
| 1965 | Musikalische Liebesträume / Dreaming of Love (UK) Polydor 237 432                                                                | — | — | — | — | Chor und Orchester Orlando |
| 1965 | Non Stop Dancing ’65 Polydor 237 447                                                                                             | DE3 (15 Mt.)DE | — | — | — | James-Last-Band |
| 1965 | Hammond à gogo Polydor 237 470                                                                                                   | DE20 ×2Doppelgold · (6 Mt.)DE | — | UK27 (10 Wo.)UK | — | Verkäufe: + 500.000 |
| 1965 | Non Stop Dancing ’66 / Non Stop Dancing (UK) Polydor 237 495                                                                     | — | — | — | — | James-Last-Band |
| 1965 | Beat in Sweet Polydor 249 002 | — | — | — | — | James-Last-Band |
| 1966 | Trumpet à gogo / The American Patrol (US) Polydor 249 040                                                                        | DE18 Gold · (12 Mt.)DE | — | — | — | James-Last-Band Verkäufe: + 500.000 |
| 1966 | Hammond à gogo Vol. 2 Polydor 249 043                                                                                            | DE5 Gold · (10 Mt.)DE | — | — | — | Verkäufe: + 250.000 |
| 1966 | Non Stop Dancing ’66 II Polydor 249 068                                                                                          | DE9 (3 Mt.)DE | — | — | — | |
| 1966 | Ännchen von Tharau bittet zum Tanz Polydor 249 028                                                                               | DE23 Gold · (9 Mt.)DE | — | — | — | Chor und Orchester Hans Last Verkäufe: + 250.000 |
| 1967 | Non Stop Dancing ’67 Polydor 249 122                                                                                             | DE3 (6 Mt.)DE | — | — | — | |
| 1967 | Non Stop Dancing Polydor 236 203                                                                                                 | — | — | UK35 (1 Wo.)UK | — | |
| 1967 | This Is James Last Polydor 104 678                                                                                               | — | — | UK6 (48 Wo.)UK | — | |
| 1967 | Sax à gogo Polydor 249 121 | DE24 (3 Mt.)DE | — | — | — | |
| 1967 | Non Stop Dancing ’67/2 / James Last Goes Pop (UK) Polydor 249 160                                                                | DE8 (6 Mt.)DE | — | UK32 (3 Wo.)UK | — | |
| 1967 | Trumpet à gogo Vol. 2 Polydor 249 161                                                                                            | DE22 Gold · (2 Mt.)DE | — | — | — | Verkäufe: + 250.000 |
| 1968 | Humba-Humba à gogo Polydor 249 205                                                                                               | DE9 Gold · (3 Mt.)DE | — | — | — | Verkäufe: + 250.000 |
| 1968 | Guitar à gogo Polydor 249 204 | DE17 (1 Mt.)DE | — | — | — | |
| 1968 | Non Stop Dancing ’68 Polydor 249 216                                                                                             | DE4 (9 Mt.)DE | — | UK40 (1 Wo.)UK | — | |
| 1968 | Games That Lovers Play / Love, This Is My Song (UK) Polydor 184 093 / Polydor 583 553                                            | DE23 (2 Mt.)DE | — | UK32 (2 Wo.)UK | — | |
| 1968 | That’s Life Polydor 184 092 | DE40 (1 Mt.)DE | — | — | — | James-Last-Band |
| 1968 | Freddy live (Ausschnitte aus der großen Freddy Europa-Tournee) Polydor 249 225                                                   | DE26 (3 Mt.)DE | — | — | — | Freddy Quinn mit dem Medium Terzett und dem Orchester James Last, enthält auch zwei Instrumentalstücke des Orchesters                                        |
| 1968 | Rock Around with Me Polydor 249 250                                                                                              | DE9 (4 Mt.)DE | — | — | — | |
| 1968 | Käpt’n James bittet zum Tanz / All Aboard! (UK) Polydor 249 252                                                                  | DE8 ×3Dreifachgold · (16 Mt.)DE | — | — | — | Verkäufe: + 750.000 |
| 1968 | Non Stop Dancing 7 / Non Stop Dancing ’68/II Polydor 249 247                                                                     | DE5 (6 Mt.)DE | — | — | — | |
| 1969 | Trumpet à gogo 3 / Trumpet à gogo (UK) Polydor 249 239                                                                           | DE24 (5 Mt.)DE | — | UK13 (1 Wo.)UK | — | |
| 1969 | Non Stop Dancing 8 / Non Stop Dancing ’69 Polydor 249 294                                                                        | DE1 Gold · (12 Mt.)DE | — | UK26 (1 Wo.)UK | — | Verkäufe: + 250.000 |
| 1969 | Hammond à gogo 3 Polydor 249 304                                                                                                 | DE24 (5 Mt.)DE | — | — | — | |
| 1969 | Ännchen von Tharau bittet zum Tanz 2 Polydor 249 326                                                                             | DE8 Gold · (6 Mt.)DE | — | — | — | Verkäufe: + 250.000 |
| 1969 | Hair Polydor 249 327 | DE11 (4 Mt.)DE | — | — | — | Musik aus dem Musical Hair |
| 1969 | Non Stop Dancing 9 / Non Stop Dancing ’69 Vol. 2 (UK) Polydor 249 354                                                            | DE1 ×2Doppelgold · (8 Mt.)DE | — | UK27 (3 Wo.)UK | — | Verkäufe: + 500.000 |
| 1969 | James Last bittet zum Tanz Polydor 109 587-9                                                                                     | DE24 Gold · (1 Mt.)DE | — | — | — | 3-LP-Box mit den Alben: Non-Stop Evergreens, Happy Lehár, Classics up to Date Vol. 2 Verkäufe: + 250.000                                                     |
| 1970 | Non-Stop Evergreens Polydor 249 370                                                                                              | — | — | UK26 (1 Wo.)UK | — | |
| 1970 | Happy Lehár Polydor 249 369 | DE19 Gold · (7 Mt.)DE | — | — | — | Musik des Komponisten Franz Lehár Verkäufe: + 250.000 |
| 1970 | Golden Non Stop Dancing 10 / Non Stop Dancing ’70 (UK) Polydor 2371 014                                                          | DE1 ×2Doppelgold · (10 Mt.)DE | — | UK44 (1 Wo.)UK | — | Verkäufe: + 500.000 |
| 1970 | Classics up to Date Polydor 184 061                                                                                              | — | — | UK67 (1 Wo.)UK | — | Erstveröffentlichung 1966 |
| 1970 | Beachparty Polydor 2371 039 | DE5 (8 Mt.)DE | — | — | — | |
| 1970 | The Very Best of James Last [1970] Polydor 2371 054                                                                              | DE92 (1 Wo.)DE | — | UK45 (4 Wo.)UK | — | |
| 1970 | Non Stop Dancing 11 / Non Stop Dancing ’71 Polydor 2371 111                                                                      | DE1 ×2Doppelgold · (10 Mt.)DE | — | UK21 (4 Wo.)UK | — | Verkäufe: + 500.000 |
| 1970 | Last the Whole Night Through | — | — | — | — | Verkäufe: + 500.000 |
| 1971 | Around the World Polydor 2630 026                                                                                                | DE38 (1 Mt.)DE | — | — | — | 3-fach-LP; Verkäufe: + 20.000 |
| 1971 | Käpt’n James bittet zum Tanz – Folge 2 Polydor 2371 082                                                                          | DE5 Gold · (9 Mt.)DE | — | — | — | Verkäufe: + 250.000 |
| 1971 | With Compliments Polydor 2371 071                                                                                                | DE23 (5 Mt.)DE | — | — | — | |
| 1971 | Happyning / Summer Happening (UK) Polydor 2371 133                                                                               | DE8 (6 Mt.)DE | — | UK38 (1 Wo.)UK | — | |
| 1971 | Non Stop Dancing 12 Polydor 2371 141                                                                                             | DE1 Gold · (10 Mt.)DE | — | UK30 (3 Wo.)UK | — | Verkäufe: + 250.000 |
| 1971 | Classics up to Date Vol. 2 Polydor 249 371                                                                                       | DE— GoldDE | — | UK49 (1 Wo.)UK | — | Erstveröffentlichung 1969 Verkäufe: + 250.000 |
| 1971 | The Best of Non Stop Dancing [1970] Polydor 2630 031                                                                             | DE47 (1 Mt.)DE | — | — | — | 3-fach-Album |
| 1971 | Beachparty 2 / Music from Across the Way (US) Polydor 2371 188                                                                   | DE6 (4 Mt.)DE | — | UK47 (1 Wo.)UK | US160 (5 Wo.)US | die UK-/US-Ausgabe enthält das Lied Music from Across the Way (siehe Singles)                                                                                |
| 1971 | Yesterday’s Memories Contour 2870 117 (nur UK)                                                                                   | — | — | UK17 (14 Wo.)UK | — | James Last & His Orchestra |
| 1971 | Polka-Party Polydor 2371 190 | DE3 Platin · (16 Mt.)DE | — | UK22 (3 Wo.)UK | — | Verkäufe: + 500.000 |
| 1972 | Non Stop Dancing 1972 / Non Stop Dancing 13 Polydor 2371 189                                                                     | DE1 Gold · (10 Mt.)DE | — | UK32 (2 Wo.)UK | — | Verkäufe: + 250.000 |
| 1972 | Voodoo-Party Polydor 2371 235 | DE8 (6 Mt.)DE | — | UK45 (1 Wo.)UK | — | |
| 1972 | In Concert 2 / James Last in Concert (UK) Polydor 2371 191                                                                       | — | — | UK13 (6 Wo.)UK | — | |
| 1972 | Wenn die Elisabeth … Polydor 2371 257                                                                                            | DE9 (7 Mt.)DE | — | — | — | |
| 1972 | Non Stop Dancing 1972/2 Polydor 2371 269                                                                                         | DE1 Gold · (9 Mt.)DE | — | — | — | Verkäufe: + 250.000 |
| 1972 | Beachparty 3 Polydor 2371 288 | DE4 (5 Mt.)DE | — | — | — | |
| 1972 | Love Must Be the Reason Polydor 2371 281                                                                                         | — | — | UK32 (2 Wo.)UK | — | |
| 1972 | Russland zwischen Tag und Nacht / James Last in Russia (UK) Polydor 2371 293                                                     | DE9 Gold · (9 Mt.)DE | — | UK12 (9 Wo.)UK | — | Verkäufe: + 250.000 |
| 1972 | Polka-Party 2 Polydor 2371 313                                                                                                   | DE5 Gold · (9 Mt.)DE | — | — | — | Verkäufe: + 250.000 |
| 1973 | Non Stop Dancing 1973 / Non Stop Dancing 14 Polydor 2371 319                                                                     | DE1 Gold · (11 Mt.)DE | — | UK27 (3 Wo.)UK | — | Verkäufe: + 250.000 |
| 1973 | The Music of James Last Polydor 2683 010                                                                                         | — | — | UK19 (12 Wo.)UK | — | Doppelalbum |
| 1973 | Sing mit Polydor 2371 358 | DE1 Gold · (13 Mt.)DE | — | — | — | Verkäufe: + 250.000 |
| 1973 | Classics / In Concert Vol. 2 Polydor 2371 320                                                                                    | DE48 Gold · (1 Mt.)DE | — | UK49 Silber · (1 Wo.)UK | — | Verkäufe: + 310.000 |
| 1973 | Happy Hammond Polydor 2371 373                                                                                                   | DE28 (4 Mt.)DE | — | UK— SilberUK | — | Verkäufe: + 60.000 |
| 1973 | Non Stop Dancing 1973/2 / Non Stop Dancing 15 Polydor 2371 376                                                                   | DE1 (8 Mt.)DE | — | UK34 Silber · (2 Wo.)UK | — | Verkäufe: + 60.000 |
| 1973 | Beachparty 4 Polydor 2371 387 | DE19 (5 Mt.)DE | — | — | — | |
| 1973 | Olé Polydor 2371 384 | — | — | UK24 Silber · (5 Wo.)UK | — | Verkäufe: + 60.000 |
| 1973 | Käpt’n James auf allen Meeren Polydor 2371 422                                                                                   | DE7 (5 Mt.)DE | — | — | — | |
| 1974 | Non Stop Dancing 1974 / Non Stop Dancing Volume 16 Polydor 2371 444                                                              | DE2 (8 Mt.)DE | — | UK43 Silber · (2 Wo.)UK | — | Verkäufe: + 60.000 |
| 1974 | Sing mit 2 Polydor 2371 471 | DE2 Gold · (9 Mt.)DE | — | — | — | Verkäufe: + 250.000 |
| 1974 | In Wien beim Wein / In Vienna (CA) Polydor 2371 484                                                                              | DE30 (3 Mt.)DE | — | — | — | |
| 1974 | Live Polydor 2630 070 | DE8 (6 Mt.)DE | — | UK— SilberUK | — | Doppelalbum Verkäufe: + 60.000 |
| 1974 | Non Stop Dancing 1974/2 Polydor 2371 497                                                                                         | DE3 (7 Mt.)DE | — | — | — | |
| 1974 | Beachparty 5 Polydor 2371 503 | DE15 (5 Mt.)DE | — | — | — | |
| 1974 | Golden Memories Polydor 2371 472                                                                                                 | — | — | UK39 Silber · (2 Wo.)UK | — | Golden Memories ist eine Kompilation-Serie Verkäufe: + 60.000                                                                                                |
| 1974 | Polka-Party 3 Polydor 2371 515                                                                                                   | DE15 (9 Mt.)DE | — | — | — | |
| 1975 | Sing mit 3 Polydor 2371 542 | DE12 Gold · (9 Mt.)DE | — | — | — | Verkäufe: + 250.000 |
| 1975 | Classics up to Date 3 Polydor 2371 538                                                                                           | DE47 (1 Mt.)DE | — | UK54 (1 Wo.)UK | — | |
| 1975 | Non Stop Dancing 20 – Jubiläums-Ausgabe Ten Years Non-Stop Jubilee Album Polydor 2664 138 / Polydor 2660 111                     | DE5 Gold · (7 Mt.)DE | AT5 (3 Mt.)AT | UK5 Gold · (16 Wo.)UK | — | Verkäufe: + 350.000 |
| 1975 | Violins in Love Polydor 2371 520                                                                                                 | — | — | UK60 (1 Wo.)UK | — | |
| 1975 | Well Kept Secret Polydor 2371 558                                                                                                | — | — | — | US172 (3 Wo.)US | auch veröffentlicht als James Last in Los Angeles |
| 1975 | Beachparty 6 Polydor 2371 585 | DE27 (2 Mt.)DE | — | — | — | |
| 1975 | In the Mood for Trumpets Polydor 2371 548                                                                                        | DE33 (2 Mt.)DE | — | — | — | |
| 1975 | Make the Party Last Polydor 2371 612                                                                                             | — | — | UK3 Gold · (19 Wo.)UK | — | Verkäufe: + 100.000 |
| 1976 | Non Stop Dancing 1976 / Non Stop Dancing 17 Polydor 2371 626                                                                     | DE13 (5 Mt.)DE | — | — | — | |
| 1976 | Sing mit 4 Polydor 2371 637 | DE4 Gold · (6 Mt.)DE | — | — | — | Verkäufe: + 250.000 |
| 1976 | Freut euch des Lebens Polydor 2371 643                                                                                           | DE21 (3 Mt.)DE | — | — | — | |
| 1976 | Non Stop Dancing 1976/2 Polydor 2371 668                                                                                         | DE21 (4 Mt.)DE | — | — | — | |
| 1976 | „… mein Leben ist Musik …“ Polydor 2437 379                                                                                      | DE24 (3 Mt.)DE | — | — | — | |
| 1976 | Classics up to Date 4 Polydor 2371 711                                                                                           | DE50 (2½ Mt.)DE | — | — | — | |
| 1977 | Non Stop Dancing ’77 / Non Stop Dancing 18 Polydor 2371 723                                                                      | DE14 (3½ Mt.)DE | — | — | — | |
| 1977 | Sing mit 5 Polydor 2371 724 | DE9 (4 Mt.)DE | — | — | — | |
| 1977 | James Last spielt Robert Stolz Polydor 2371 768                                                                                  | DE1 Platin · (49 Wo.)DE | AT5 (6 Mt.)AT | — | — | Platz eins in Deutschland erreichte das Album erst bei seiner Chartrückkehr 1980, 1977 kam es bis auf Platz sechs; Verkäufe: + 500.000                       |
| 1977 | Non Stop Dancing 1977/2 / Non Stop Dancing 19 Polydor 2371 786                                                                   | DE31 (2 Mt.)DE | — | — | — | |
| 1977 | Sing mit 6 – Von Hamburg bis Mexico Polydor 2371 860                                                                             | — | — | — | — | |
| 1977 | Auf last geht’s los Polydor 2371 835                                                                                             | DE2 ×3Dreifachgold · (26 Wo.)DE | AT3 (5 Mt.)AT | — | — | Verkäufe: + 750.000 |
| 1978 | Russland Erinnerungen / Memories of Russia (UK) Polydor 2371 856                                                                 | DE45 (1 Mt.)DE | — | — | — | |
| 1978 | Non Stop Dancing 78 – Jubiläumsausgabe Folge 25 Polydor 2371 871                                                                 | — | — | — | — | |
| 1978 | East Meets West Polydor 2630 092                                                                                                 | — | — | UK49 (4 Wo.)UK | — | 2-LP-Box mit den Alben: Country & Western Dance Party, Memories of Russia                                                                                    |
| 1978 | Live in London Polydor 2371 884                                                                                                  | DE46 (1 Wo.)DE | — | — | — | Doppelalbum Verkäufe: + 7.500 |
| 1978 | Auf last geht’s los 2 Polydor 2371 903                                                                                           | DE27 (7 Wo.)DE | — | — | — | |
| 1979 | Und jetzt alle Polydor 2475 622                                                                                                  | DE1 Gold · (17 Wo.)DE | AT6 (3 Mt.)AT | — | — | Verkäufe: + 250.000 |
| 1979 | Classics up to Date 5 Polydor 2371 910                                                                                           | DE43 (2 Wo.)DE | AT17 (2 Mt.)AT | — | — | |
| 1979 | New Non Stop Dancing 79 Polydor 2371 924                                                                                         | DE43 (3 Wo.)DE | — | — | — | |
| 1979 | Last the Whole Night Long Polydor 2664 236 / Polydor PTD 001                                                                     | — | — | UK2 ×2Doppelplatin · (45 Wo.)UK | — | Doppelalbum Verkäufe: + 600.000 |
| 1979 | Copacabana – Happy Dancing Polydor 2371 929                                                                                      | DE28 (6 Wo.)DE | — | — | — | |
| 1979 | Träum was Schönes Polydor 2372 003                                                                                               | DE1 Platin · (21 Wo.)DE | AT1 (2½ Mt.)AT | — | — | Verkäufe: + 500.000 |
| 1980 | Sing mit 7 – Die Party für das ganze Jahr Polydor 2372 002                                                                       | DE33 (3 Wo.)DE | — | — | — | |
| 1980 | Romantische Träume / Romantic Dreams (UK) Polydor 2372 018                                                                       | DE25 (13 Wo.)DE | — | — | — | |
| 1980 | Seduction Polydor 2372 023 | — | — | — | US148 (8 Wo.)US | |
| 1980 | Das Beste aus 150 Goldenen / The Best from 150 Gold Records (UK) Polydor 2634 093                                                | DE17 Gold · (24 Wo.)DE | — | UK56 Gold · (3 Wo.)UK | — | Doppelalbum Verkäufe: + 350.000 |
| 1980 | Classics for Dreaming Polydor POLTV11                                                                                            | — | — | UK12 Platin · (18 Wo.)UK | — | Verkäufe: + 300.000 |
| 1980 | Non Stop Dancing ’81 Polydor 2372 050                                                                                            | — | — | — | — | |
| 1981 | Sing mit 8 – … und ab geht die Feuerwehr Polydor 2372 060                                                                        | — | — | — | — | |
| 1981 | Ännchen von Tharau bittet zum Träumen Polydor 2372 074                                                                           | — | — | — | — | |
| 1981 | Rosen aus dem Süden – James Last spielt Johann Strauß / Roses from the South (UK) Polydor 2372 051                               | DE62 (2 Wo.)DE | — | UK41 (5 Wo.)UK | — | |
| 1981 | Schließ die Augen, laß dich verwöhnen Polydor 2475 737                                                                           | DE6 (17 Wo.)DE | AT1 (2½ Mt.)AT | — | — | |
| 1981 | Non Stop Dancing ’82 – Hits Around the World Polydor 2372 101                                                                    | — | — | — | — | |
| 1981 | Hansimania Polydor 2372 113 / Polydor POLTV 14                                                                                   | — | — | UK18 Gold · (13 Wo.)UK | — | Verkäufe: + 100.000 |
| 1981 | Last Forever Polydor 2630 135 | — | — | UK88 Gold · (2 Wo.)UK | — | Verkäufe: + 100.000 |
| 1982 | Sing mit 9 – Laß’ die Puppen tanzen Polydor 2372 106                                                                             | DE21 (3 Wo.)DE | — | — | — | |
| 1982 | Biscaya Polydor 2372 130 | DE46 Gold · (8 Wo.)DE | — | — | — | Verkäufe: + 250.000 |
| 1982 | Nimm mich mit, Käpt’n James, auf die Reise … Polydor 2475 563                                                                    | DE2 Gold · (28 Wo.)DE | AT3 (1½ Mt.)AT | — | — | Verkäufe: + 250.000 |
| 1982 | Paradiesvogel / Bluebird (UK) Polydor 2372 158                                                                                   | — | — | UK57 (3 Wo.)UK | — | |
| 1982 | Sing mit 10 – Wir wollen Spaß! Polydor 2372 159                                                                                  | — | — | — | — | |
| 1983 | Non Stop Dancing ’83 – Party Power Polydor 810 783                                                                               | — | — | UK56 (2 Wo.)UK | — | |
| 1983 | The Best of My Gold Records Polydor PODV 7                                                                                       | — | — | UK42 (5 Wo.)UK | — | |
| 1983 | James Last spielt … The Beatles / James Last Plays the Greatest Songs of the Beatles (UK) Polydor 815 691 / Polydor POLD 5119    | — | — | UK52 Silber · (8 Wo.)UK | — | Verkäufe: + 60.000 |
| 1983 | Superlast – Superparty Polydor 817 329                                                                                           | DE7 (11 Wo.)DE | — | — | — | |
| 1984 | The Rose of Tralee (And Other Irish Favourites) Polydor 815 984 / Polydor POLD 5131                                              | — | — | UK21 (11 Wo.)UK | — | |
| 1984 | Classics up to Date Vol. 6 Polydor 821 159                                                                                       | — | — | — | — | |
| 1984 | James Last im Allgäu / In the Alps (UK) Polydor 821 995                                                                          | DE23 (6 Wo.)DE | — | — | — | |
| 1984 | Paradiso / Paradise (UK) Polydor 823 345 / Polydor POLD 5163                                                                     | DE30 (5 Wo.)DE | — | UK74 (2 Wo.)UK | — | |
| 1984 | James Last in Scotland Polydor 823 743                                                                                           | — | — | UK68 Gold · (9 Wo.)UK | — | Verkäufe: + 100.000 |
| 1984 | Non Stop Dancing ’85 Polydor 825 115                                                                                             | — | — | — | — | |
| 1985 | Last für alle / Leave the Best to Last (UK) Polydor 827 462 / Polydor PROLP 7                                                    | — | — | UK11 Platin · (27 Wo.)UK | — | Verkäufe: + 300.000 |
| 1985 | Viva Vivaldi Polydor 827 737 | DE25 (6 Wo.)DE | — | — | — | |
| 1987 | Traumschiff Melodien Polydor 831 129                                                                                             | DE57 (4 Wo.)DE | — | — | — | |
| 1987 | By Request Polydor POLH 34 | — | — | UK22 Gold · (11 Wo.)UK | — | Verkäufe: + 100.000 |
| 1988 | James Last spielt Bach Polydor 833 665                                                                                           | DE28 (4 Wo.)DE | — | — | — | |
| 1988 | Dance, Dance, Dance Polydor JLTV 1                                                                                               | — | — | UK38 Gold · (8 Wo.)UK | — | Verkäufe: + 100.000 |
| 1989 | James Last spielt Mozart Polydor 837 702                                                                                         | DE43 (5 Wo.)DE | — | — | — | |
| 1990 | Classics by Moonlight Polydor 843 218                                                                                            | DE64 (6 Wo.)DE | — | UK12 Gold · (12 Wo.)UK | — | Verkäufe: + 100.000 |
| 1991 | Pop Symphonies Polydor 849 429                                                                                                   | — | — | UK10 Gold · (11 Wo.)UK | — | Verkäufe: + 100.000 |
| 1991 | Serenaden / Together at Last (UK) Polydor 519 946 / Polydor 511 525                                                              | — | — | UK14 Gold · (15 Wo.)UK | — | James Last & Richard Clayderman; es gibt eine andere deutsche Version, die sich in fünf Titeln von dieser Zusammenstellung unterscheidet Verkäufe: + 100.000 |
| 1992 | Viva España Polydor 513 308 / Polydor 517 220                                                                                    | DE43 (12 Wo.)DE | — | UK23 Silber · (5 Wo.)UK | — | Verkäufe: + 60.000 |
| 1993 | James Last spielt die großen Musical-Erfolge von Andrew Lloyd Webber / James Last Plays Andrew Lloyd Webber (UK) Polydor 519 910 | DE83 (5 Wo.)DE | — | UK12 Gold · (10 Wo.)UK | — | Verkäufe: + 100.000 |
| 1994 | Welthits in Gold Polydor 521 843                                                                                                 | DE52 (9 Wo.)DE | — | — | — | |
| 1994 | In Harmony Polydor 523 824 | DE70 (6 Wo.)DE | — | UK28 Gold · (7 Wo.)UK | — | James Last & Richard Clayderman Verkäufe: + 100.000 |
| 1995 | The Very Best of James Last & His Orchestra Polydor 529 556                                                                      | — | — | UK36 Gold · (7 Wo.)UK | — | Verkäufe: + 100.000 |
| 1996 | Classics from Russia Polydor 533 506                                                                                             | DE76 (4 Wo.)DE | — | — | — | |
| 1998 | Pop Symphonies 2 Polydor 539 624                                                                                                 | — | — | UK32 (3 Wo.)UK | — | |
| 1999 | Country Roads Polydor 547 402 | — | — | UK18 (5 Wo.)UK | — | die deutsche und die englische Ausgabe unterscheiden sich um mehrere Titel                                                                                   |
| 1999 | Happy Birthday Polydor 547 454                                                                                                   | DE56 (2 Wo.)DE | — | — | — | |
| 2001 | Ocean Drive – Easy Living Polydor 549 874                                                                                        | DE71 (2 Wo.)DE | — | — | — | DVD-Version: Ocean Drive – Mein Miami |
| 2001 | James Last Plays Abba Polydor 589 198                                                                                            | — | — | UK29 (4 Wo.)UK | — | |
| 2003 | The Classical Collection Universal UCJ 9810457                                                                                   | — | — | UK44 (3 Wo.)UK | — | |
| 2004 | They Call Me Hansi Polydor 986 878                                                                                               | DE26 (5 Wo.)DE | AT56 (3 Wo.)AT | — | — | |
| 2006 | Die schönsten TV- & Film-Melodien Universal 983 924                                                                              | DE66 (2 Wo.)DE | — | — | — | |
| 2009 | Gold – Greatest Hits Polydor 981 266                                                                                             | DE95 (1 Wo.)DE | — | — | — | Compilation-Serie; Erstveröffentlichung: 2003 |
| 2010 | Eighty Not Out Universal UMTV 7532                                                                                               | — | — | UK11 Silber · (9 Wo.)UK | — | Verkäufe: + 60.000 |
| 2011 | Music Is My World Universal UMTV 533 376                                                                                         | — | — | UK24 (3 Wo.)UK | — | Doppel-CD |
| 2019 | The Album Collection | DE81 (1 Wo.)DE | — | — | — | |

grau schraffiert: keine Chartdaten aus diesem Jahr verfügbar
Weitere Alben
| - 1965: Continental Tango (“Orchestra conducted by H. Last”, Marble Arch MAL 623, UK) - 1965: Songs für Mündige (Aufnahme von Songs von Fritz Graßhoff, Orchester Hans Last) - 1966: Instrumentals Forever (Polydor 184 059) - 1966: Christmas Dancing (Weihnachtsalbum, Polydor 249 088, in UK als Midnight in December, DE: Platin, Verkäufe: + 500.000) - 1966: Wencke Myhre (Wencke Myhre & James Last, Polydor 249 100) - 1967: James Last presents George Walker (mit George Walker, Polydor 184 114) - 1968: Piano à gogo (Polydor 249 165) - 1968: Die Dreigroschenoper (Gesamtaufnahme, verschiedene Interpreten mit James Last, Polydor 109 531, 3-fach-LP, Preis der deutschen Schallplattenkritik) - 1969: Op klompen (Polydor 184 201, Niederlande) - 1969: Wenn süß das Mondlicht auf den Hügeln schläft (Polydor 249 363) - 1969: Onder moeders paraplu (Polydor 184 353, Niederlande) - 1970: Beach Party (Polydor 2371 039, Deutschland, Verkäufe: + 250.000, DE: Gold) - 1970: In Scandinavia (Polydor 2371 113, Dänemark/Norwegen) - 1970: Soft Rock (Polydor 24 4507, USA) - 1971: Last of Old England (Polydor 2371 164, UK) - 1971: Starportrait (Compilation-Serie, Doppel-LP, Polydor 2630 043) - 1973: Weihnachten mit James Last (Weihnachtsalbum, Polydor 2371 405, in UK als Christmas and James Last, DE: Gold, Verkäufe: + 250.000) - 1975: Tulpen uit Amsterdam (Polydor 2489 522, Niederlande) - 1975: Rock Me Gently (Polydor 2371 584, Kanada) - 1975: Stars im Zeichen eines guten Sterns (Verschiedene Interpreten mit James Last, Polydor 2437 321) - 1976: Happy Summer Night (Polydor 2371 658) - 1976: Happy Marching (Polydor 2371 686) - 1977: Western Party & Square Dance (Polydor 2371 830, in UK als Country & Western Dance Party) - 1978: World Hits (Polydor 2371 891) - 1979: James Last and the Rolling Trinity (Polydor 2371 955) - 1979: Hereinspaziert zur Polka-Party (Polydor 2371 963) - 1979: Ein festliches Konzert zur Weihnachtszeit (Weihnachtsalbum, Polydor 2371 985, in UK als Christmas Classics, DE: Gold, Verkäufe: + 250.000) - 1979: The Non Stop Dancing Sound of the 80s (Polydor 2371 991) - 1980: Caribbean Nights (Polydor 2372 035) - 1981: Tango (Polydor 2372 080) - 1981: Die schönsten Melodien der letzten 100 Jahre (Polydor 2437 865, Sonderanfertigung zum 100-jährigen Bestehen der Kaufhauskette Karstadt) | - 1982: Jahrhundertmelodien (Polydor 2372 116, in UK als Melodies of the Century) - 1982: Mystique (Polydor 839 209, Kanada) - 1983: Erinnerungen (Polydor 815 354, in UK als Reflections) - 1983: 20 Jahre James Last (Polydor 815 790) - 1984: In der St. Patricks Cathedral (Polydor 823 669, in UK als At St. Patrick’s Cathedral Dublin) - 1985: Grenzenloses Himmelblau (Polydor 825 750, in UK als Sky Blue) - 1985: Swing mit James Last (Polydor 827 936) - 1986: Deutsche Vita (Polydor 829 458) - 1986: In Ireland (Polydor 829 927) - 1986: Plus (James Last & Astrud Gilberto, Polydor 831 123) - 1987: Alles hat ein Ende nur die Wurst hat zwei (Polydor 831 529) - 1987: In Holland (Polydor 833 244) - 1987: Berlin-Konzert '87 (Polydor 833 683) - 1988: Lorentz & Söhne (Originalmusik der Fernsehserie, Polydor 835 597) - 1988: Flute Fiesta (James Last & Berdien Stenberg, Polydor 837 116) - 1989: Happy Heart (Polydor 839 356) - 1989: Wir spielen wieder Polka (Polydor 841 184) - 1989: Lieder (James Last & René Kollo, Polydor 841 240) - 1990: In Holland 2 (Polydor 843 670, Niederlande) - 1990: Traummelodien (James Last & Richard Clayderman, Polydor 847 542) - 1992: In Holland 3 (Polydor 513 269, Niederlande) - 1992: Frieden (Weihnachtsalbum, Polydor 517 256, in UK als Peace) - 1994: Dein ist mein ganzes Herz (James Last & Milva, Polydor 523 726) - 1994: Christmas Eve (Weihnachtsalbum, James Last & Engelbert, Polydor 521 015) - 1995: Beachparty '95 (Polydor 527 716) - 1995: My Soul – Motown’s Best (Polydor 529 261) - 1996: Macarena (Polydor 533 507) - 1998: The Best of Live on Tour (Polydor 557 936, aufgenommen am 14. November 1997 in Oberhausen) - 1998: James Last & Friends (mit verschiedenen Musikern, Polydor 559 867) - 1999: Concerts (Polydor 543 347) - 2002: New Party Classics (Polydor 065 389) - 2004: Elements of James Last Vol. 1 (Eagle EAGCD 288) - 2006: Live in Europe (Doppel-CD, USA, aufgenommen 2004; Verkäufe: + 20.000) |

## Singles
| Jahr | Titel Album                            | Höchstplatzierung, Gesamtwochen/‑monate, AuszeichnungChartplatzierungen (Jahr, Titel, Album, Platzierungen, Wochen/Monate, Auszeichnungen, Anmerkungen) | Höchstplatzierung, Gesamtwochen/‑monate, AuszeichnungChartplatzierungen (Jahr, Titel, Album, Platzierungen, Wochen/Monate, Auszeichnungen, Anmerkungen) | Höchstplatzierung, Gesamtwochen/‑monate, AuszeichnungChartplatzierungen (Jahr, Titel, Album, Platzierungen, Wochen/Monate, Auszeichnungen, Anmerkungen) | Höchstplatzierung, Gesamtwochen/‑monate, AuszeichnungChartplatzierungen (Jahr, Titel, Album, Platzierungen, Wochen/Monate, Auszeichnungen, Anmerkungen) | Höchstplatzierung, Gesamtwochen/‑monate, AuszeichnungChartplatzierungen (Jahr, Titel, Album, Platzierungen, Wochen/Monate, Auszeichnungen, Anmerkungen) | Anmerkungen                                                                                    |
| Jahr | Titel Album                            | DE | AT | CH | UK | US | Anmerkungen                                                                                    |
| ---- | -------------------------------------- | --- | --- | --- | --- | --- | ---------------------------------------------------------------------------------------------- |
| 1967 | Lara’s Theme –                         | DE30 (1½ Mt.)DE | — | — | — | — | Erstveröffentlichung: 15. Januar 1967 im Original aus dem Film Doktor Schiwago                 |
| 1970 | Jerusalem –                            | DE48 (1 Wo.)DE | — | — | — | — | Erstveröffentlichung: 21. Dezember 1970 Original/Autor: Herb Alpert                            |
| 1972 | Music from Across the Way –            | — | — | — | — | US84 (4 Wo.)US | Erstveröffentlichung: 1. Januar 1972 Eigenkomposition, mit Gesang                              |
| 1977 | Einsamer Hirte (The Lonely Shepherd) – | DE22 (15 Wo.)DE | — | — | — | — | Erstveröffentlichung: 28. November 1977 mit Gheorghe Zamfir                                    |
| 1980 | The Seduction (Love Theme) Seduction   | — | — | — | UK48 (4 Wo.)UK | US28 (13 Wo.)US | Erstveröffentlichung: 15. März 1980 Film: Ein Mann für gewisse Stunden, Autor: Giorgio Moroder |
| 1981 | Biscaya –                              | DE16 (29 Wo.)DE | — | — | — | — | Erstveröffentlichung: 16. November 1981 Bandoneon: Jo Ment                                     |
| 1982 | Paradiesvogel                          | DE64 (3 Wo.)DE | — | — | — | — | Erstveröffentlichung: 20. September 1982 mit Horea Crishan                                     |
| 1999 | Ruf mich an Happy Birthday             | DE53 (6 Wo.)DE | — | CH39 (4 Wo.)CH | — | — | Erstveröffentlichung: 26. April 1999 feat. Fettes Brot                                         |

grau schraffiert: keine Chartdaten aus diesem Jahr verfügbar
Weitere Singles
- 1966: Ambosspolka
- 1967: The Last Waltz
- 1967: La bostella
- 1967: This Is My Song
- 1968: Morgens um sieben ist die Welt noch in Ordnung
- 1968: Theme from Elvira Madigan
- 1968: La Paloma
- 1968: Barcarolle
- 1968: Bye Bye Blackbird
- 1968: Skokiaan
- 1969: Happy Heart
- 1970: Happy Brasilia
- 1970: Washington Square
- 1971: Love Story
- 1972: Liebe, Glück und Sonnenschein
- 1972: Bilbao
- 1978: Charmaine
- 1981: Alle Vögel sind schon da
- 1983: Komm mit ins Land der Lieder (James Last und die Hamburger Alsterspatzen)
- 1984: Paradiso
- 1994: Dein ist mein ganzes Herz (Milva / James Last)

## Videoalben
| Jahr | Titel Musiklabel Katalog-Nr.          | Höchstplatzierung, Gesamtwochen, AuszeichnungChartplatzierungen (Jahr, Titel, Musiklabel Katalog-Nr., Platzierungen, Wochen, Auszeichnungen, Anmerkungen) | Höchstplatzierung, Gesamtwochen, AuszeichnungChartplatzierungen (Jahr, Titel, Musiklabel Katalog-Nr., Platzierungen, Wochen, Auszeichnungen, Anmerkungen) | Höchstplatzierung, Gesamtwochen, AuszeichnungChartplatzierungen (Jahr, Titel, Musiklabel Katalog-Nr., Platzierungen, Wochen, Auszeichnungen, Anmerkungen) | Höchstplatzierung, Gesamtwochen, AuszeichnungChartplatzierungen (Jahr, Titel, Musiklabel Katalog-Nr., Platzierungen, Wochen, Auszeichnungen, Anmerkungen) | Anmerkungen                         |
| Jahr | Titel Musiklabel Katalog-Nr.          | DE | AT | UK | US | Anmerkungen                         |
| ---- | ------------------------------------- | --- | --- | --- | --- | ----------------------------------- |
| 2011 | String of Hits Eagle Vision EREDV 880 | — | — | UK7 (5 Wo.)UK | — | Erstveröffentlichung: 21. März 2011 |

Weitere Videoalben
- 2000: Gentleman of Music (aufgenommen in der Oberfrankenhalle in Bayreuth, 29./30. Januar 2000)
- 2001: Ocean Drive: Mein Miami
- 2002: Amnesie – 16 Singles und Videos gegen das Vergessen
- 2003: A World of Music (aufgenommen in der Stadthalle von Zwickau, 14./15. Mai 2002)
- 2004: Live in London (aufgenommen am 27./28. April 1978)
- 2004: Live in Ost-Berlin (aufgenommen im Palast der Republik vom 22. – 24. August 1987)
- 2004: Das Sonntagskonzert: James Last in Berlin (aufgenommen bei einem Open-Air-Konzert am 5. Mai 1974)
- 2004: Non Stop Dancing (4-fach-DVD)
- 2004: ZDF-Kultnacht: James Last
- 2005: Live in Germany
- 2005: Beach Party
- 2006: Live in der Waldbühne Berlin
- 2006: Gentleman of Music (UK: Gold, Verkäufe: + 25.000)
- 2007: Live in Berlin
- 2008: Das große Bandleader-Bundle
- 2008: Live at the Royal Albert Hall (aufgenommen in London am 13. September 2007)
- 2011: Live in England – 3 Legendary Concerts for the 70s (James Last at the Dorchester – 1974, James Last at the BBC London Studio – 15. Oktober 1976, James Last Live at the Royal Albert Hall – 1977)
- 2011: My Way (Dokumentarfilm von Thomas Schadt)

## Boxsets
| Jahr | Titel Musiklabel             | Höchstplatzierung, Gesamtwochen, AuszeichnungChartplatzierungen (Jahr, Titel, Musiklabel, Platzierungen, Wochen, Auszeichnungen, Anmerkungen) | Höchstplatzierung, Gesamtwochen, AuszeichnungChartplatzierungen (Jahr, Titel, Musiklabel, Platzierungen, Wochen, Auszeichnungen, Anmerkungen) | Höchstplatzierung, Gesamtwochen, AuszeichnungChartplatzierungen (Jahr, Titel, Musiklabel, Platzierungen, Wochen, Auszeichnungen, Anmerkungen) | Höchstplatzierung, Gesamtwochen, AuszeichnungChartplatzierungen (Jahr, Titel, Musiklabel, Platzierungen, Wochen, Auszeichnungen, Anmerkungen) | Anmerkungen                            |
| Jahr | Titel Musiklabel             | DE | AT | UK | US | Anmerkungen                            |
| ---- | ---------------------------- | --- | --- | --- | --- | -------------------------------------- |
| 2023 | Non Stop Dancing Box Polydor | DE47 (1 Wo.)DE | — | — | — | Erstveröffentlichung: 24. Februar 2023 |

## Statistik

### Chartauswertung
|                     | DE      | AT    | UK     | US    |
| ------------------- | ------- | ----- | ------ | ----- |
| Nummer-eins-Alben   | DE13DE  | AT2AT | UK—UK  | US—US |
| Top-10-Alben        | DE46DE  | AT7AT | UK5UK  | US—US |
| Alben in den Charts | DE113DE | AT9AT | UK66UK | US3US |

|                       | DE    | AT    | CH    | UK    | US    |
| --------------------- | ----- | ----- | ----- | ----- | ----- |
| Nummer-eins-Singles   | DE—DE | AT—AT | CH—CH | UK—UK | US—US |
| Top-10-Singles        | DE—DE | AT—AT | CH—CH | UK—UK | US—US |
| Singles in den Charts | DE6DE | AT—AT | CH1CH | UK1UK | US2US |

|                          | DE    | AT    | UK    | US    |
| ------------------------ | ----- | ----- | ----- | ----- |
| Nummer-eins-Videoalben   | DE—DE | AT—AT | UK—UK | US—US |
| Top-10-Videoalben        | DE—DE | AT—AT | UK1UK | US—US |
| Videoalben in den Charts | DE—DE | AT—AT | UK1UK | US—US |

### Auszeichnungen für Musikverkäufe
James Last gibt auf seiner Homepage insgesamt 17 Platin- und 208 Goldene Schallplatten an. Die folgende Aufstellung enthält nur die Auszeichnungen in Deutschland und Großbritannien, die ab 1975 bzw. ab 1973 nach einheitlichen Richtlinien vergeben wurden, sowie weitere Länder, deren Datenbanken Auszeichnungen aufzeigen. Insgesamt hat James Last über 80 Millionen Alben verkauft, wovon er alleine in seiner Heimat Deutschland für über 13,7 Millionen verkaufte Tonträger mit Gold- und Platin-Schallplatten ausgezeichnet wurde. Damit zählt er zu den Interpreten mit den meisten durch den BVMI zertifizierten Tonträgerverkäufen.
| Goldene Schallplatte - Australien - 1982: für das Album Around the World - Dänemark - 2009: für das Album Live in Europe - Kanada - 1977: für das Album Love must be the Reason - 1983: für das Album Mystique - Neuseeland - 1980: für das Album Live in London - 1998: für das Album The Best of James Last - Niederlande - 1979: für das Album Tulpen uit Amsterdam - 1979: für das Album James Last in Concert 2 - 1980: für das Album Russland Erinnerungen - 1983: für das Album Live in London - 1983: für das Album Biscaya - 1986: für das Album James Last spielt Robert Stolz - 1989: für das Album Het beste van James Last - Zilver - 1991: für das Album Droommelodieën - 1994: für das Album Gala - 1995: für das Album In Holland 3 - Vereinigtes Königreich - 1987: für das Album James Last – Maestro of Melody - 2013: für das Album Tenderly | Platin-Schallplatte - Kanada - 1979: für das Album Everlasting Love - Niederlande - 1979: für das Album James Last op klompen - 1979: für das Album James Last in Concert 1 - 1983: für das Album Vrolijk Kerstfeest met James Last - 1983: für das Album Concertsuccessen - 1987: für das Album In Holland - 1988: für das Album Flute fiësta - 1990: für das Album In Holland 2 |

Anmerkung: Auszeichnungen in Ländern aus den Charttabellen bzw. Chartboxen sind in ebendiesen zu finden.
| Land/RegionAuszeichnungen für Musikverkäufe (Land/Region, Auszeichnungen, Verkäufe, Quellen) | Silber       | Gold       | Platin       | Verkäufe   | Quellen                   |
| -------------------------------------------------------------------------------------------- | ------------ | ---------- | ------------ | ---------- | ------------------------- |
| Australien (ARIA)                                                                            | —            | Gold1      | —            | 20.000     | Einzelnachweise           |
| Dänemark (IFPI)                                                                              | —            | Gold1      | —            | 20.000     | ifpi.dk                   |
| Deutschland (BVMI)                                                                           | —            | 40× Gold40 | 6× Platin6   | 13.750.000 | musikindustrie.de         |
| Kanada (MC)                                                                                  | —            | 2× Gold2   | Platin1      | 200.000    | musiccanada.com           |
| Neuseeland (RMNZ)                                                                            | —            | 2× Gold2   | —            | 17.500     | aotearoamusiccharts.co.nz |
| Niederlande (NVPI)                                                                           | —            | 10× Gold10 | 7× Platin7   | 1.200.000  | nvpi.nl                   |
| Vereinigtes Königreich (BPI)                                                                 | 10× Silber10 | 17× Gold17 | 4× Platin4   | 3.425.000  | bpi.co.uk                 |
| Insgesamt                                                                                    | 10× Silber10 | 73× Gold73 | 18× Platin18 |            |                           |

Hinweis zu den Chartinformationen
Deutsche und österreichische Charts wurden in den ersten Jahren monatlich bzw. halbmonatlich veröffentlicht, deshalb sind einige Angaben zur Verweildauer in den Charts in Monaten (Mt), andere in Wochen (Wo) gemacht. Bei Alben in der Übergangszeit wurden die Daten in Wochen umgerechnet und auf- oder abgerundet. Die Angaben in den Chartquellen mussten deshalb teilweise angepasst werden und weichen in den fraglichen Zeiträumen evtl. von den hier gemachten Angaben ab.